# Peter Baumgartner (Offizier)

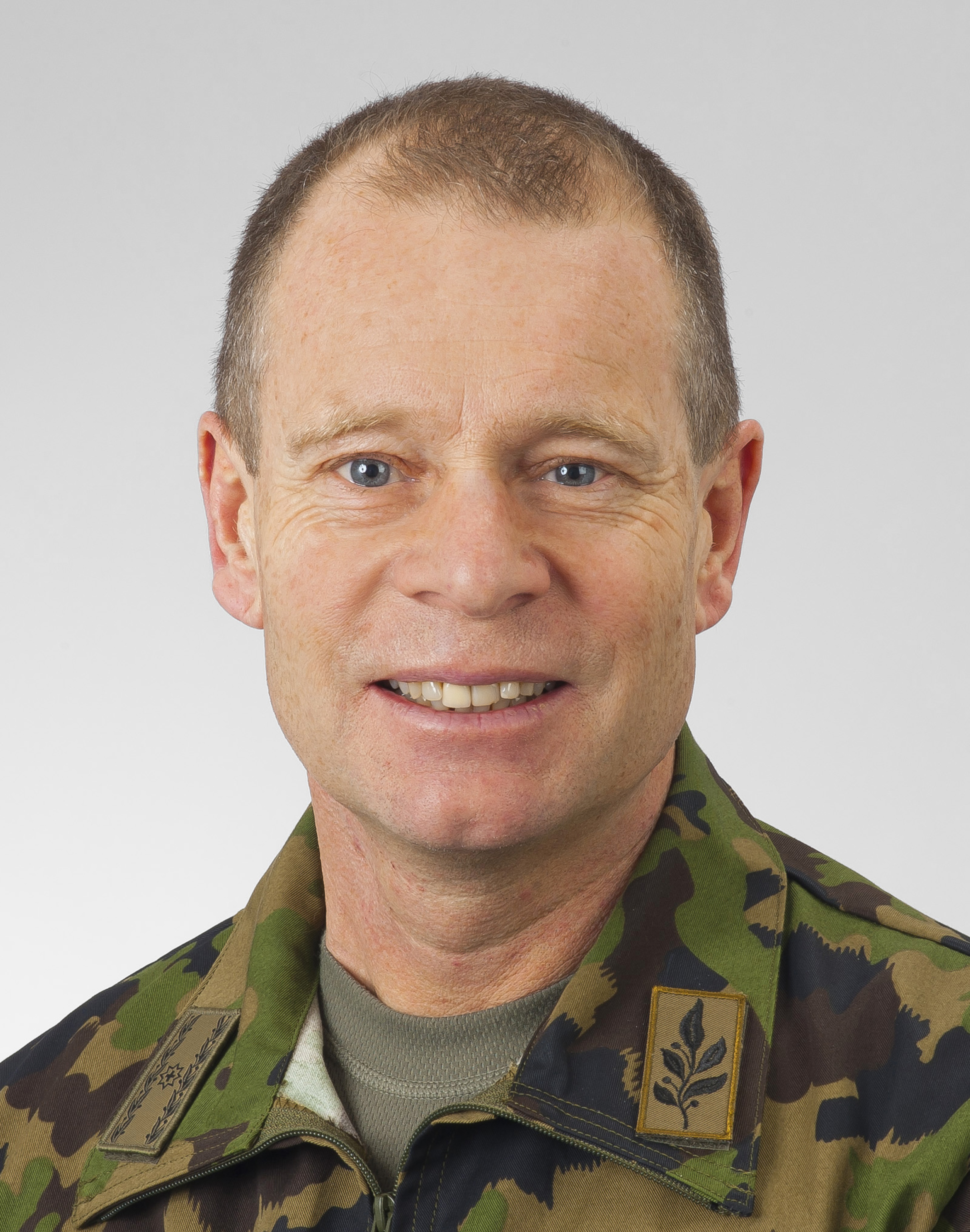
Peter Baumgartner, Kommandant Zentralschule

Peter Baumgartner (* 16. Dezember 1965) ist ein Schweizer Berufsoffizier (Brigadier) aus Mosnang.

## Leben
Peter Baumgartner absolvierte eine Ausbildung als Landwirt und einer Weiterbildung zum Technischen Kaufmann.
Im Jahr 1990 trat er dem Instruktionskorps der Infanterie in Herisau bei. Ab 2000 wurde er als Klassenlehrer der Offizierschule der Infanterie in Zürich und am Infanterie Ausbildungszentrum in Walenstadt eingesetzt. Nach einer Weiterbildung 2003 und 2004 an der Führungsakademie der Bundeswehr in Hamburg wurde er von 2005 bis 2007 Gruppenchef und Stabscoach an der Generalstabsschule in Luzern, danach bis 2010 Gruppenchef an der Militärakademie in Birmensdorf. 2010 übernahm er das Kommando der Infanterie-Rekrutenschule und des Waffenplatzes Chur. 2013 war Baumgartner Chef Ausbildung des Heeresstab in Bern, 2014 absolvierte er an der ETH Zürich ein Master of Advanced Studies in Security Policy and Crisis Management und 2016 wurde er als Stabschef Armeestab eingesetzt sowie ab dem 1. Juli 2016 als Kommandant ad interim der Gebirgsinfanteriebrigade 12.
Am 1. Januar 2017 übernahm Baumgartner unter gleichzeitiger Beförderung zum Brigadier zusätzlich zum Kommando der Gebirgsinfanteriebrigade 12 das Kommando der Zentralschule. Seit 2021 ist Baumgartner Kommandant des Lehrverbandes Infanterie, wo er Brigadier Franz Nager ablöste, der wiederum das Kommando der Zentralschule übernahm.
Baumgartner ist verheiratet und Vater von zwei Söhnen.